# Noopolitik
A Noopolitik é um tipo de política que difere da realpolitik. Apesar da Realpolitik ser comumente comparada com o Hard power, ambos são mais amplos em sua encarnação como uma forma de organização. Especificamente, a realpolitik não se limita ao hard power e na coerção, mas incorpora uma forma hierárquica de organização. Da mesma forma, a noopolitik não se limita a dependência de conhecimento e poder de persuasão, mas incorpora uma forma de organização em rede. A ideia foi originalmente apresentada pelos pesquisadores estadunidenses de informações, John Arquilla e David Ronfeldt.
A descrição da Noopolitik complementa a biopolítica das espécies descritas por Michel Foucault: "Contra a militarização da comunicação realizada pelas novas técnicas de poder, é possível pensar sobre uma constituição pública, tais como o repúdio as armas, a livre expressão e a criação de mundos possíveis, onde o momento da resistência é o ponto de partida para uma atividade afirmativa".

## A economia do conhecimento e os BRICS
Enquanto que o termo apareceu inicialmente em associação com o conceito elaborado pela Revolução dos assuntos militares dos Estados Unidos, a noopolitik também veio para descrever um interesse na economia do conhecimento e na inovação, em particular na pesquisa e desenvolvimento para alavancar o crescimento e alcance político nas relações internacionais. A "Corrida do Conhecimento" pode ser tanto um meio para afirmar a independência política ou gerar uma lacuna súbita na geopolítica do equilíbrio de poder. A atitude da China e do ANZUS no Oceano Pacífico pode ser descrita como tal:
| “ | Portanto comparado com o The Geographical Pivot of History, o Oceano Pacífico será inevitavelmente disputado por potências que não poderão se prevalecer sozinhas no futuro, sem uma inovação decisiva na cena proporcional de um Grande Jogo, demarcando seu território com duas estacas. Este será o destino (ou a desgraça) do multilateralismo, a raça e o conhecimento global iram se opor um ao outro. A China implantou "movimentos defensivos" no oceano para "mantê-lo pacífico". | ” |

A Noopolitik foi assim descrita como uma atitude que define a política econômica da China. Aberkane análisa assim uma criatividade eficiente chinesa para neutralizar a frustração popular. O que deve ser reconhecido, é que a China passou de um grande crescimento para uma grande política de conhecimento. Isto é o que melhor define a sua noopolitik:
| “ | Enfatizando o profundo desejo enraizado pela China de se tornar independente técnologicamente, Segal se refere aos esforços do país como uma "parede de inovação", que é a vontade de inovar de forma tão independente quanto possível do resto do mundo, de forma simples e sistemática, saltando na frente de qualquer outro país. Engano será dizer que, no âmbito do aumento de uma névoa de guerra no mundo econômico e na pesquisa e desenvolvimento, a concorrência será difícil para a comunidade euro-atlântica. A frase chinesa para a população foi inovada por Zizhu Chuangxin e notavelmente cunhada em seu relatório de estado desde 2006, intitulado "Orientações sobre o Programa de Médio e Longo Prazo Nacional de Ciência e Desenvolvimento Técnológico". Se a China decidir promover uma inovação própria, as ideias seriam publicadas em mandarim, o que iria fornecer uma barreira contra outras comunidades lingüistícas, e uma espessa névoa de guerra poderá subir no conhecimento da guerra econômica. —Idriss J. Aberkane (2011) | ” |